# Osiedle

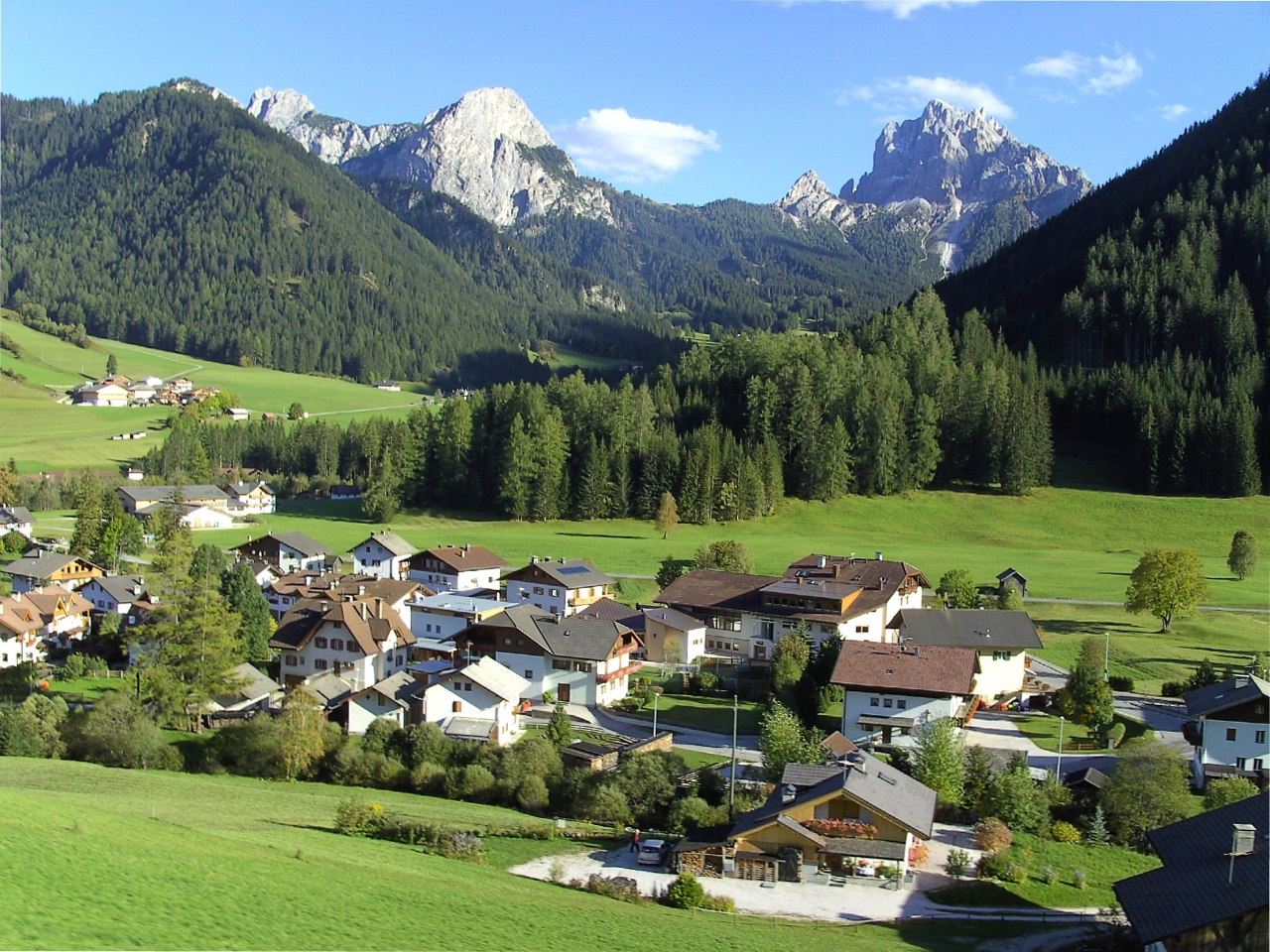
Osiedle Prags, Trydent-Górna Adyga

## Znaczenia terminu „osiedle”
Termin osiedle ma kilka znaczeń:
1. osiedle – zespół mieszkaniowy stanowiący integralną część miasta lub wsi[1].
(Podstawa prawna: art. 2 pkt 9 ustawy z dnia 29 sierpnia 2003 r. o urzędowych nazwach miejscowości i obiektów fizjograficznych).
2. osiedle – rodzaj miejscowości[1].
(Podstawa prawna: art. 2 pkt 11 ustawy z dnia 29 sierpnia 2003 r. o urzędowych nazwach miejscowości i obiektów fizjograficznych).
3. osiedle – jednostka pomocnicza gminy[2].
(Podstawa prawna: ustawa z dnia 8 marca 1990 r. o samorządzie gminnym).
4. osiedle – w ogólnym znaczeniu, w geografii osadnictwa: określenie każdej jednostki osadniczej, np. miasta, wsi, kolonii.
5. osiedle mieszkaniowe – jednostka urbanistyczna charakteryzująca się ujednoliconą zabudową mieszkaniową, z uzupełnieniem w postaci infrastruktury usługowo-handlowej.
6. osiedle (1954–1972) – w administracji, w kontekście polskim: dawna jednostka podziału administracyjnego Polski w latach 1954–1972, pośrednia między gromadą (jednostką wiejską) a miastem. W praktyce była to miejscowość o charakterze miejskim, ale niebędąca miastem. W 1973 r. część osiedli przekształcono w miasta (np. Szczyrk), inne zaliczono do wsi (np. Andrespol), jeszcze inne przyłączono do istniejących miast jako ich dzielnice (np. Turoszów przyłączony do Bogatyni)[3].
7. osiedle typu miejskiego – w administracji, w kontekście międzynarodowym: typ jednostki osadniczej w dawnych krajach socjalistycznych; występuje nadal m.in. na Białorusi i w Rosji, dawniej też na Ukrainie
8. osiedla żydowskie – umocnione kompleksy mieszkaniowe budowane przez Izrael na terenach przez niego okupowanych po wojnie sześciodniowej.

## Osiedla na podstawie ustawy o urzędowych nazwach miejscowości i obiektów fizjograficznych
Na podstawie art. 9 ust. 4 ustawy z dnia 29 sierpnia 2003 r. o urzędowych nazwach miejscowości i obiektów fizjograficznych zostało wydane obwieszczenie Ministra Spraw Wewnętrznych i Administracji z dnia 17 października 2019 r. w sprawie wykazu urzędowych nazw miejscowości i ich części, zgodnie z którym rodzaj niektórych miejscowości i ich części został określony jako osiedle. Według stanu na 1 stycznia 2025 r. w Polsce istnieje 5 osiedli jako miejscowości podstawowe oraz 4 osiedla jako integralne części wsi:
Osiedla
- Małaszewicze – osiedle w woj. lubelskim, w pow. bialskim, w gminie Terespol
- Osiedle Grajwo – osiedle w woj. warmińsko-mazurskim, w pow. giżyckim, w gminie Giżycko
- Osiedle Kaniów – osiedle w woj. świętokrzyskim, w pow. kieleckim, w gminie Zagnańsk
- Skarbimierz-Osiedle – osiedle w woj. opolskim, w pow. brzeskim, w gminie Skarbimierz
- Wilków-Osiedle – osiedle w woj. dolnośląskim, w pow. złotoryjskim, w gminie Złotoryja

Osiedla wsi
- Osiedle Kraziewicza – osiedle wsi Nicponia, w woj. pomorskim, w pow. tczewskim, w gminie Gniew
- Osiedle Leśne – osiedle wsi Tymawa, w woj. pomorskim, w pow. tczewskim, w gminie Gniew
- Piotrowice-Osiedle – osiedle wsi Piotrowice, w woj. dolnośląskim, w pow. jaworskim, w gminie Męcinka
- Słup-Osiedle – osiedle wsi Słup, w woj. dolnośląskim, w pow. jaworskim, w gminie Męcinka

## Osiedla na podstawie ustawy o samorządzie gminnym
Osiedle, dzielnica, sołectwo lub inne jednostki pomocnicze mogą być utworzone przez gminę (art. 5 ust. 1 ustawy z dnia 8 marca 1990 r. o samorządzie gminnym; w skrócie: u.s.g.). Organem uchwałodawczym osiedla może stać się rada osiedla lub ogólne zebranie mieszkańców (art. 37 ust. 1 i ust. 4 u.s.g.). Organem wykonawczym osiedla jest zarząd osiedla, na czele którego stoi przewodniczący (art. 37 ust. 2 u.s.g.). Rada gminy po przeprowadzeniu konsultacji z mieszkańcami określa organizację i zakres działania osiedla statutem osiedla (art. 35 ust. 1 u.s.g.).
Przykłady gmin posiadających status miasta, w których powołano osiedla jako jednostki pomocnicze gminy (wg stanu na dzień 1 sierpnia 2023 r.): 
- Białystok[6]
- Bielsko-Biała[7]
- Bydgoszcz[8]
- Gniezno[9]
- Kędzierzyn-Koźle[10]
- Łódź[11]
- Nowy Dwór Mazowiecki[12]
- Olsztyn[13]
- Poznań[14]
- Przemyśl[15]
- Rzeszów[16]
- Szczecin[17]
- Wrocław[18]

## Integralne części miejscowości o nazwie „Osiedle” w Polsce
Według TERYT jest ich 20
- Osiedle – część miasta Oświęcim
- Osiedle – część miasta Prószków
- Osiedle – część miasta Twardogóra
- Osiedle – część miasta Zwierzyniec
- Osiedle – część wsi Kopienica w woj. śląskim, w pow. tarnogórskim, w gminie Zbrosławice
- Osiedle – część wsi Kotulin w woj. śląskim, w pow. gliwickim, w gminie Toszek
- Osiedle – część wsi Kupin w woj. warmińsko-mazurskim, w pow. iławskim, w gminie Zalewo
- Osiedle – część wsi Mazańcowice w woj. śląskim, w pow. bielskim, w gminie Jasienica
- Osiedle – część wsi Młynne w woj. małopolskim, w pow. limanowskim, w gminie Limanowa
- Osiedle – część wsi Mnich w woj. śląskim, w pow. cieszyńskim, w gminie Chybie
- Osiedle – część wsi Moszczanka w woj. opolskim, w pow. prudnickim, w gminie Prudnik
- Osiedle – część wsi Niedomice w woj. małopolskim, w pow. tarnowskim, w gminie Żabno
- Osiedle – część wsi Ochodze w woj. opolskim, w pow. opolskim, w gminie Komprachcice
- Osiedle – część wsi Odrzechowa w woj. podkarpackim, w pow. sanockim, w gminie Zarszyn
- Osiedle – część wsi Popielów w woj. opolskim, w pow. opolskim, w gminie Popielów
- Osiedle – część wsi Psarskie w woj. wielkopolskim, w pow. śremskim, w gminie Śrem
- Osiedle – część wsi Robakowo w woj. wielkopolskim, w pow. poznańskim, w gminie Kórnik
- Osiedle – część wsi Trębaczew w woj. łódzkim, w pow. pajęczańskim, w gminie Działoszyn
- Osiedle – część wsi Warszowice w woj. śląskim, w pow. pszczyńskim, w gminie Pawłowice
- Osiedle – część wsi Wierzbica w woj. mazowieckim, w pow. radomskim, w gminie Wierzbica
- Osiedle – część wsi Zofipole w woj. małopolskim, w pow. krakowskim, w gminie Igołomia-Wawrzeńczyce